# DJ Tocadisco
DJ Tocadisco, właściwie Roman Böer de Garcez (ur. 9 czerwca 1974 w Berlinie) – niemiecki DJ, producent muzyczny, muzyk house.

## Dyskografia

### Albumy studyjne
- Solo (2008)
- Toca 128.0 FM (2009)
- fr3e (2011)